# Henk Tijms
Henk Tijms (Beverwijk, 23 april 1944) is een Nederlands hoogleraar operationeel onderzoek aan de Vrije Universiteit. Ook is hij voorzitter van de stichting Goed Rekenonderwijs.

## Loopbaan
Hij studeerde wiskunde te Amsterdam en promoveerde aldaar in 1972 aan de Universiteit van Amsterdam, met Gijsbert de Leve als promotor.

## Publicaties
Tijms is auteur van diverse artikelen met betrekking tot de toegepaste wiskunde en de stochastiek en boeken over kansrekening. Zijn bekendste boeken zijn Stochastic Modelling and Analysis (Wiley, 1986) en Understanding Probability (Cambridge University Press, 2004).

## Verdiensten
Voor zijn verdiensten op wiskundegebied werd hem, als eerste niet-Amerikaan, op 12 oktober 2008 de INFORMS Expository Writing Award in Washington uitgereikt.